# 加色法

把三種加色原色：紅色，綠色和藍色混合會形成白色。

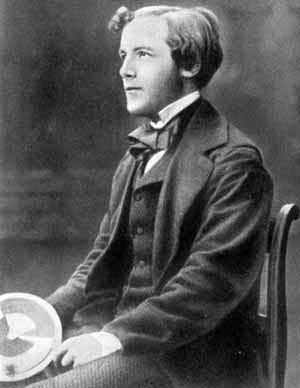
詹姆斯·馬克士威，和他用來做色覺與加色法的調查的色輪

加色法是描述那些由不同顏色的光混合形成新顏色的情形。這是對比光線從各部分的可見光譜創建顏色的減色；電腦顯示器和電視是加色法最常見的形式，而在油漆、顏料和彩色濾光片會用減色。用加色產生顏色時，通常使用紅色、綠色和藍色光來產生其他顏色。把其中一個加色原色與另一個混合會出現加色間色：青色、洋紅色或黃色。彩色像素在顯示器屏幕上不會重疊，但足夠的距離時，光線從像素擴散到視網膜上的重疊。加光的另一個常見用途是用於舞台燈光，如戲劇、音樂會、馬戲表演、夜總會等。

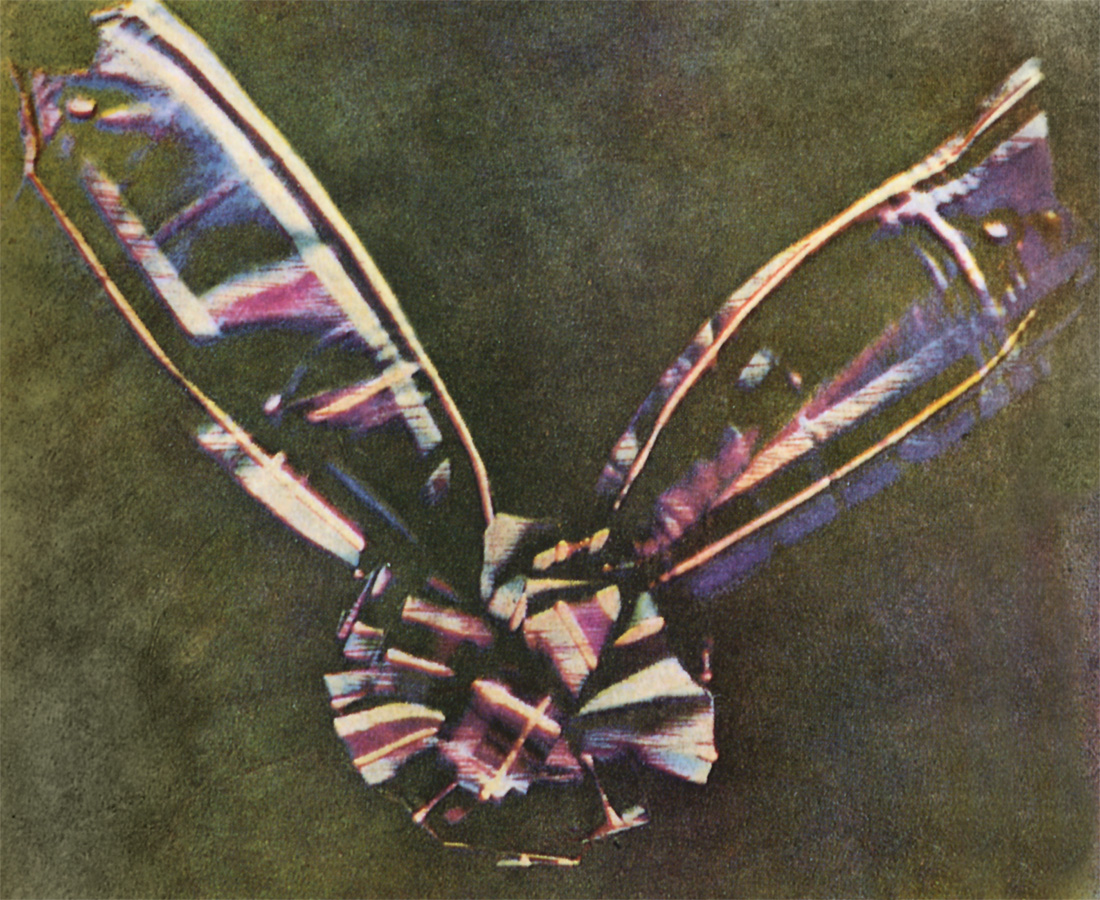
第一張永久性的彩色照片，由詹姆斯·克拉克·馬克士威於1861年製造。

## 歷史
詹姆斯·克拉克·馬克士威是加色法的發明者。他的攝影師托馬斯·薩頓拍把格子花紋緞帶照上。他先用黑色和白色濾光片照三次，然後在彩色濾光片上照。先用紅色，然後用綠色，之後用藍色。

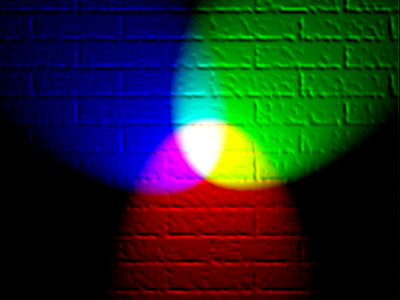
呈現的模式，呈現出紅，綠，藍三色的光源的混合。

## 例子
下面的流程圖，是一個例子一步一步地說明一個過程。
| 光源     | 中等波長（綠色），長波長（紅色），輻射從兩個不同的投影機投射。 |
| 投影畫面 | 中等和長波長都投影在屏幕上。                                   |
| 視網膜   | 中等波長和長波長刺激中等波長和長波長的視網膜。                 |
| 大腦     | 大腦把中等波長和長波長解讀成黃色。                             |

## 腳注
1. ↑  David Briggs. . 2007  [2011-11-23]. （原始内容存档于2013-01-20）.
2. ↑  . Inventor's Hall of Fame, Rochester Institute of Technology Center for Imaging Science.   [2012-07-16]. （原始内容存档于2010-09-18）.
3. ↑  Robert Hirsch. . Laurence King Publishing. 2004  [2012-07-16]. ISBN 1-85669-420-8. （原始内容存档于2017-02-25）.